# Dauphin (Francja)
Dauphin – miejscowość i gmina we Francji, w regionie Prowansja-Alpy-Lazurowe Wybrzeże, w departamencie Alpy Górnej Prowansji.

## Demografia
Według danych na rok 1990 gminę zamieszkiwały 684 osoby, a gęstość zaludnienia wynosiła 70 osób/km². W styczniu 2015 r. Dauphin zamieszkiwały 823 osoby, przy gęstości zaludnienia wynoszącej 84,2 osób/km².